# Reprezentacja Komorów w piłce nożnej mężczyzn
Reprezentacja Komorów w piłce nożnej od 2003 jest członkiem CAF, a od 2005 FIFA. Związek piłkarski został założony w 1979 roku. Nigdy nie awansowała do finałów mistrzostw świata, a w Pucharze Narodów Afryki zadebiutiwała w 2022. Pierwszy oficjalny mecz międzynarodowy rozegrała 26 sierpnia 1979 w Reunionie z Mauritiusem przegrywając 3:0.
Obecnym selekcjonerem kadry Komorów jest Amir Abdou

## Udział wMistrzostwach Świata
- 1930 – 1974 – Nie brały udziału (były kolonią francuską)
- 1978 – 2006 – Nie brały udziału (nie były członkiem FIFA)
- 2010 – 2022 – Nie zakwalifikowały się

## Udział wPucharze Narodów Afryki
- 1957 – 1974 – Nie brały udziału (były kolonią francuską)
- 1976 – 2002 – Nie brały udziału (nie były członkiem CAF)
- 2004 – 2008 – Nie brały udziału
- 2010 – 2012 – Nie zakwalifikowały się
- 2013 – Nie brały udziału
- 2015 – 2019 – Nie zakwalifikowały się
- 2021 – 1/8 finału
- 2023 – Nie zakwalifikowały się